# Давыдов, Даниил Андреевич
Даниил Андреевич Давыдов (род. 23 января 1989, Камышлов, Свердловская область, РСФСР, СССР) — российский игрок в мини-футбол клуба «Норильский никель» и сборной России по мини-футболу. Брат Александра Давыдова.

## Биография
Воспитанник мини-Футбольного клуба «Союз» (г. Камышлов). Некоторое время он играл за дубль югорчан, в 2007 году отдавался в аренду сургутскому «Факелу», но со временем завоевал место в основе клуба из Югорска. В 2009 году он выиграл в его составе бронзовые медали чемпионата России по мини-футболу.
В 2010 году Давыдов вошёл в экспериментальный состав сборной России по мини-футболу, собранный для участия в товарищеских матчах против сборной Японии. В первом же матче за сборную он отметился забитым мячом.

## Достижения
- Обладатель Кубка УЕФА по мини-футболу (1): 2015/16
- Чемпион России по мини-футболу (3): 2014/15, 2017/18, 2021/22
- Обладатель Суперкубка России (1): 2022